# Adolf i eld och lågor
Adolf i eld och lågor är en svensk komedifilm från 1939 i regi av Per-Axel Branner. I titelrollen ses Adolf Jahr.

## Handling
Filmen handlar om Adolf som jobbar på en tidning och även provar att vara brandman.

## Om filmen
Filmen är inspelad i Cromo Films ateljé, Novilla, Djurgården samt vid Johannes brandstation och Årstalundens baracker i Stockholm under 1938. Den hade premiär den 20 februari 1939 på Stockholmsbiograferna Grand vid Sveavägen och Roxy vid Sankt Eriksgatan. Adolf i eld och lågor är barntillåten och har visats vid ett flertal tillfällen i SVT och på TV4.

## Rollista (komplett)
- Adolf Jahr – Adolf Berglund, journalist på Morgonbladet
- Wiola Brunius – Eva Palm, sjuksköterska, Adolfs fästmö
- Sigurd Wallén – Olsson, redaktionssekreterare
- Emil Fjellström – "Värnamo", brandman på Johannes brandstation
- Nils Poppe – Knutte Svensson, brandman
- Ragnar Widestedt – Dahlgren, chefredaktör
- Wiktor Andersson – Notis-Karlsson
- Stina Ståhle – Anna, sjuksköterska
- John-Erik Skogsberg – brandchef
- Acke Rundqvist – brandförman
- Kälarne Jonsson – brandman
- Rudolf Svensson – brandman och brottare
- Nils Åkerlindh –  brandman Åkerlindh
- Olof Karlén – brandman Karlén
- Hilding Hansson –  brandman Hansson
- Frans Westergren –  brandman Westergren
- William Sjöberg – brandman
- Sigurd Schönning – brandman
- Arne Mårtensson – brandman
- Valter Yfver – brandman
- Arne Lindblad – Eriksson, journalist
- Anna-Lisa Baude –  fru Eriksson
- Tord Bernheim – Gunnar, pilot
- Bertil Berglund – portier på Stadshotellet i Nyköping
- Åke Johansson – piccolo på Stadshotellet
- Gaby Stenberg – växeltelefonist på Stadshotellet
- Ernst Brunman – nybliven barnafar
- Stellan Johansson – yngling vid branden på fabriken
- Knut Lundström – yngling vid branden på fabriken
- Åke Grönberg – pressfotograf vid landsvägen
- Nils Ekman – pressfotograf vid landsvägen
- Olov Wigren – pressfotograf vid landsvägen
- Victor Thorén  – Jocke, pressfotograf vid landsvägen
- Artur Cederborgh – direktör för fabriken
- Gösta Bodin – ombrytare på Morgonbladets redaktion
- Agda Helin – äldre sjuksköterska på Sabbatsberg
- Helga Hallén – sjuksköterska på Sabbatsberg
- Inga-Lill Åhström – servitris på brandstationens matsal
- Sven-Eric Carlsson – Sven-Erik, redaktionspojke
- Eric von Gegerfelt – gäst på Hasselbacken
- Ingrid Pohl – gäst på Hasselbacken
- Karl-Arne Bergman – gäst på Hasselbacken
- Carla Eck – gäst på Hasselbacken
- Stig Rybrant – brandman och sångare vid flygeln
- Harry Rydberg – brandman och sångare vid flygeln
- Alf Alfer – brandman och sångare vid flygeln
- Åke Wedholm – brandman och sångare vid flygeln
- Harry Sylvner – brandman och sångare vid flygeln
- Folke Algotsson – åskådare vid brottningsmatch
- Hilmer Peters – åskådare vid brottningsmatch
- Uno Larsson – åskådare vid brottningsmatch

## Musik i filmen
- Uti Rio, Rio de Janeiro, kompositör Kai Gullmar, text Gus Morris, instrumental.
- Det brinner en eld, kompositör Kai Gullmar, text Gus Morris, sång av okänd man.
- Klämta och slå alarm (I eld och lågor), kompositör Kai Gullmar, text Gus Morris, sång Stig Rybrant
- Ungerska rapsodier. Nr 2, ciss-moll, kompositör Franz Liszt, framförs på piano av Stig Rybrant, med dans av Nils Poppe
- Liebestraum, piano, nr 3, op. 62 (O lieb, so lang du lieben kannst), kompositör Franz Liszt, instrumental.
- Lätt sväng, kompositör Sven Jansson, instrumental.
- Sleepy Time, kompositör Olle Johnsson, instrumental.

## DVD
Filmen gavs ut på DVD 2005 tillsammans med komedin Ebberöds bank.